# Benny Hinn

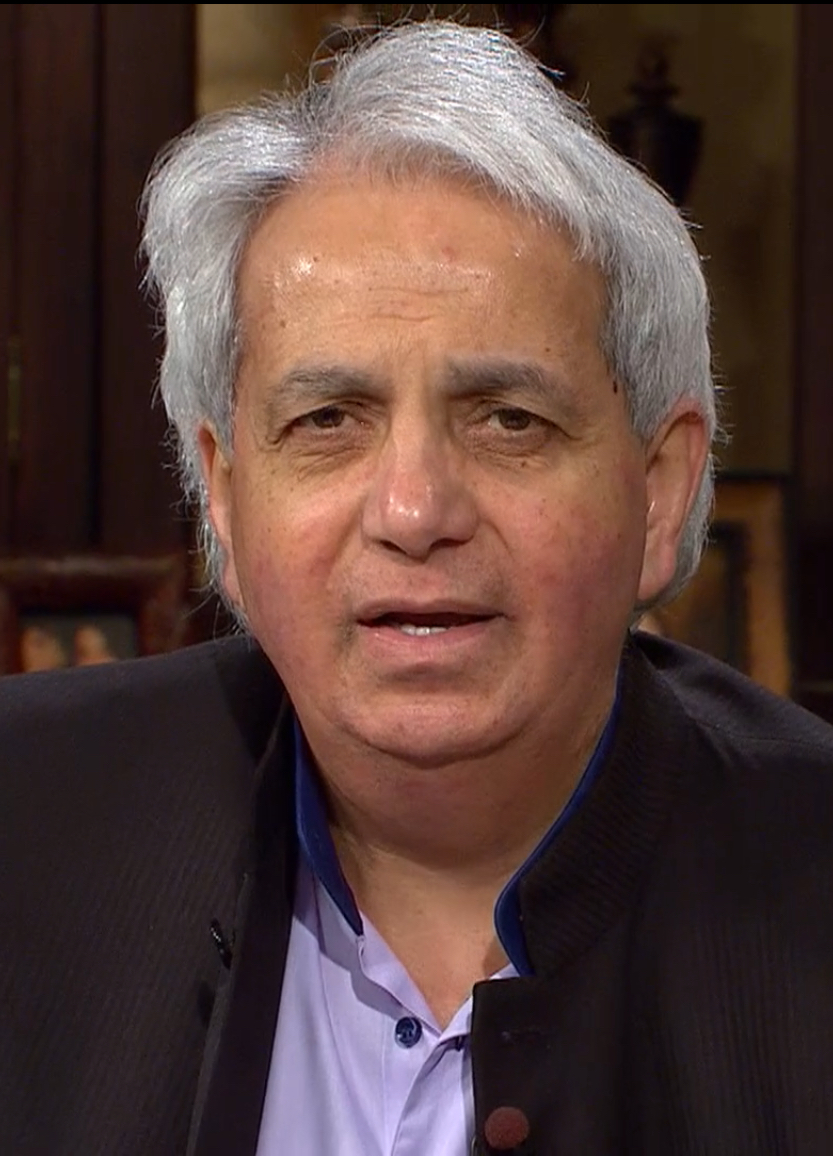
Benny Hinn in 2019

Tofik Benedictus (Benny) Hinn (Jaffa (Israël), 3 december 1952) is een Canadees voorganger uit de pinksterbeweging, gebedsgenezer en televisie-evangelist.
Hij presenteert op televisie het programma This is your Day.

## Levensloop
Hinn, van geboorte een christelijke Palestijn, is opgegroeid binnen de Grieks-orthodoxe Kerk. Op jonge leeftijd emigreerde hij met zijn ouders naar Toronto. Tijdens zijn middelbareschooltijd maakte hij kennis met de charismatische beweging. In december 1973 bezocht hij in Pittsburgh een genezingsdienst van de evangeliste Kathryn Kuhlman, hetgeen grote indruk op hem maakte. Volgens Hinn heeft Kuhlman een grote invloed op zijn leven gehad, al heeft hij haar nooit persoonlijk ontmoet.
In deze tijd begon Hinn zelf ook te spreken en won snel aan bekendheid. Een van zijn belangrijkste kenmerken is het zogeheten 'vallen in de Geest', een verschijnsel dat ook bij Kuhlman dikwijls plaatsvond. Inmiddels is Hinn vooral bekend van zijn wereldwijde massale evangelisatie- en genezingsbijeenkomsten die ‘crusades’ (campagnes) worden genoemd. In zijn dagelijkse televisieprogramma komen hoogtepunten voorbij van mensen die op wonderbaarlijke wijze zouden zijn genezen.
In 1983 startte Hinn een eigen kerk in Florida, het Orlando Christian Center. Vandaag de dag heeft deze kerk meer dan tienduizend leden. In 1999 droeg Hinn deze kerk over aan Clint Brown.
Hinn predikt de Woord van Geloof-leer. Hij stelt bijvoorbeeld dat alle christenen kunnen worden genezen van ziektes en dat iedereen financiële voorspoed kan krijgen. Deze leer, die ook bekend staat als het zogeheten welvaartsevangelie, is ook binnen de pinksterbeweging zeer controversieel. In februari 2018 leek Hinn echter afstand te nemen van deze leer. Hij zei: "De belofte van welvaart staat in de Bijbel, maar sommigen zijn er helaas te ver mee gegaan en ik heb me daar net zo goed schuldig aan gemaakt". Hinn gaf aan dat hij zich in zijn jeugd door andere predikers had laten beïnvloeden, maar zich nu realiseerde dat de Bijbel niet sprak over dure auto’s, privévliegtuigen en luxe villa’s. "Wat God in de Bijbel belooft, is dat zijn kinderen geen gebrek zullen lijden", concludeerde Hinn.

## Kritiek
Hinn is een van de meer omstreden predikers binnen de Pinksterbeweging: een deel ervan draagt hem op handen, een ander deel is terughoudender tot uiterst kritisch. Enkele verwijten aan hem zijn:
- Hinn zou diverse 'profetische' woorden hebben gesproken die niet zijn uitgekomen. Zo heeft hij beweerd dat de Cubaanse leider Fidel Castro al in de jaren 90 zou overlijden.
- Hinn heeft diverse uitspraken over de Heilige Geest en de Drie-eenheid gedaan die hem op kritiek van theologen is komen te staan.[2]
- In diverse gevallen waar Hinn claimt dat mensen genezen zijn, zou dit niet het geval zijn. Onder andere de Amerikaanse zender CBS heeft hier onderzoek naar gedaan. Ook verschillende claims over bezoekersaantallen en bekeerlingen zouden niet kloppen. Zo claimde Hinns organisatie bij een bezoek aan India in 2005 dat er zeven miljoen hindoes de campagne hadden bezocht. Volgens de lokale autoriteiten waren dit 'slechts' 300.000 mensen.[3]
- Hinn zou geen financiële openheid van zaken geven en aan zelfverrijking doen. Zo ontving zijn organisatie bijna 100 miljoen euro aan giften, waarop geen controle zou zijn. Hinns bezit van een privé-vliegtuig en een huis van 8,5 miljoen dollar wordt hem door velen kwalijk genomen.[4] Het onderzoek dat de Amerikaanse Senaat naar verschillende andere religieuze organisaties dan die van Hinn instelde, leidde tot de conclusie dat er vragen konden worden gesteld over persoonlijk gebruik van luxe-goederen die eigendom waren van de kerk. Ook concludeerde de onderzoekscommissie dat er onvoldoende toezicht was. Bestuurscommissies bestonden vaak gevuld uit vrienden en familie van Hinn. Uit het onderzoek naar Hinns organisatie volgde geen straf, zoals het intrekken van belastingvoordelen die religieuze organisaties genieten.
- Een veel gehoord kritiekpunt is pastoraal van aard. Volgens sommige medechristenen manipuleert Hinn in zijn diensten kwetsbare mensen, zoals verslaafden, wanneer hij met zijn jasje wappert en ze vervolgens achterover vallen. Sommigen vragen zich af of hier geen sprake is van hypnose. Hinn claimt dat mensen door deze handelingen van hun problemen afkomen, maar schiet volgens zijn critici tekort in follow-up en nazorg.[5][6][7][8]
- Tijdens Hinns genezingsdiensten zouden de zieken die op het podium komen zijn voorgeselecteerd. Medewerkers van Hinn zouden door de zaal heenlopen, en alleen mensen naar voren laten gaan die geen zichtbare aandoening, zoals het syndroom van Down of geamputeerde ledematen, hebben. Daarmee zou Hinn voorkomen dat mensen zien dat bezoekers niet genezen.[9][10][11][12]

## Persoonlijk
Hinn woont in Dana Point, Californië. Hij was sinds 1979 getrouwd met Suzanne Harthern. Samen hebben zij vier kinderen. Op 1 februari 2010 diende zijn vrouw de aanvraag voor een scheiding in, vanwege "onverenigbare verschillen". Op 3 maart 2013 hertrouwden zij. 

## Boeken
- Het bloed, 2002, uitgeverij Bread of Life - Vlissingen, ISBN 9075226438
- Hĳ raakte mĳ aan: autobiografie, 2001, uitgeverij Dunamis - Roermond, ISBN 9074115314
- Welkom Heilige Geest: ervaar het machtige werk van de Heilige Geest in uw leven, 1995, uitgeverij ECT - Utrecht, ISBN 908016206X
- Goedemorgen, Heilige Geest, 1992?, uitgeverij Dunamis, ISBN 9080162051
- Schenk mij een wonder Heer, 1992